# Gunung Ramrong
Gunung Ramrong är ett berg i Indonesien.   Det ligger i provinsen Aceh, i den västra delen av landet, 1 700 km nordväst om huvudstaden Jakarta. Toppen på Gunung Ramrong är 497 meter över havet, eller 67 meter över den omgivande terrängen. Bredden vid basen är 1,7 km.
Terrängen runt Gunung Ramrong är varierad. Runt Gunung Ramrong är det mycket glesbefolkat, med 2 invånare per kvadratkilometer. I omgivningarna runt Gunung Ramrong växer i huvudsak städsegrön lövskog.